# Ankanathapura, Arkalgud
Ankanathapura là một làng thuộc tehsil Arkalgud, huyện Hassan, bang Karnataka, Ấn Độ.